# Акроцианоз
А́кроциано́з (др.-греч. ακρόν конечность + др.-греч. κυανός тёмно-синий + -ōsis) — синюшная окраска кожи, связанная с недостаточным кровоснабжением мелких капилляров. При расстройствах кровообращения цианоз выражен на наиболее удалённых от сердца участках тела: пальцах рук и ног, кончике носа, губах, ушных раковинах. Степень выраженности весьма вариабельна — от едва заметной синюшности до тёмно-синей окраски кожи.

## Этиология
Акроцианоз, чаще всего, является одним из проявлений хронической сердечной недостаточности. Кроме того, цианоз может проявляться при отравлении ядами или лекарственными средствами, способствующими образованию метгемоглобина или сульфогемоглобина. Наиболее выраженный цианоз наблюдается у пациентов с пороками сердца при наличии артерио-венозного шунта (дефект межжелудочковой перегородки и другие).

## Патогенез
Возникновение акроцианоза связано с повышением содержания в венозной крови восстановленного гемоглобина в результате повышенной утилизации кислорода периферическими тканями и/или замедлением линейной скорости кровотока. В более выраженных случаях цианоз приобретает распространённый характер — центральный цианоз, причиной которого является кислородное голодание, связанное с недостаточной степенью оксигенации крови в малом круге кровообращения.